# The White Mask
The White Mask è un cortometraggio muto del 1915 diretto da Joseph W. Smiley e prodotto dalla Lubin su un soggetto di Clay M. Greene.

## Produzione
Il film fu prodotto dalla Lubin Manufacturing Company.

## Distribuzione
Distribuito dalla General Film Company, il film - un cortometraggio in tre bobine - uscì nelle sale statunitensi il 1º aprile 1915.